# Тафсир аль-Мизан

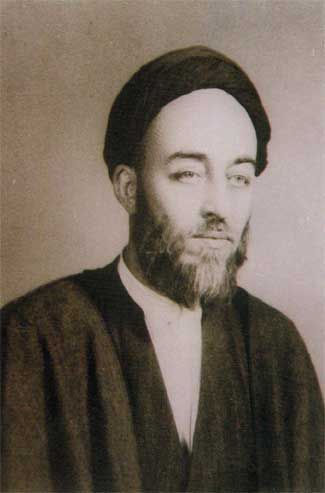
Мухаммад Хусейн ат-Табатабаи

Тафси́р аль-Миза́н, полное название аль-Миза́н фи тафси́р аль-Кура́н («Весы (справедливости) в толковании Корана») — толкование Корана на арабском языке (переведён на персидский), написанное одним из самых известных шиитских улемов XX века Мухаммадом Хусейном ат-Табатабаи (1892 — 15 ноября 1981).
Толкование смыслов Корана в этом тафсире ведётся следующим образом: сначала идёт толкование одних аятов Корана другими аятами по принципу «Коран толкуется посредством Корана». Далее идёт толкование посредством различных преданий (ривая), научно-религиозное толкование (илми), философское (фальсафи), этическое (ахлаки), на основе исторических материалов (тарихи), этико-социальное (ахлаки иджтимаи). Каждый аят автор разъясняет при помощи разных сочетаний перечисленных выше видов толкования, однако основным видом является т. н. «кораническое» толкование, вследствие приверженности автора принципам самодостаточности Корана.